# Federazione internazionale dei pueri cantores
La Federazione internazionale dei pueri cantores (in latino Foederatio Internationalis Pueri Cantores, sigla F.I.P.C.) è un'associazione internazionale di fedeli di diritto pontificio.

## Storia
Le origini dell'associazione risalgono alla Schola cantorum dei Petit chanteurs à la Croix de Bois fondata nel 1907 a Parigi da Paul Berthier e Pierre Martin dopo la pubblicazione del motu proprio Tra le sollecitudini di papa Pio X sul rinnovamento della musica sacra.
Nel 1931 i Petit chanteurs iniziarono un periodo di viaggi all'estero per propagare il loro ideale e nel 1944 si costituì la prima federazione di pueri cantores, approvata nel 1947 dall'episcopato francese come movimento di Azione cattolica.
Dopo il III congresso internazionale dei pueri cantores, riunitosi a Roma nel 1951, la federazione presentò alla Santa Sede i suoi statuti.
Il Pontificio consiglio per i laici riconobbe la federazione come associazione internazionale di fedeli di diritto pontificio il 31 gennaio 1996.

## Attività e diffusione
Le finalità della federazione sono la promozione del canto liturgico e della musica sacra e la formazione dei piccoli cantori.
L'associazione è costituita da federazioni nazionali i cui presidenti o delegati costituiscono l'Assemblea generale, che elegge il Consiglio di amministrazione composto da un presidente, due vicepresidenti, un tesoriere, un segretario e l'assistente ecclesiastico.
L'associazione è composta da 32 federazioni nazionali (11 delle quali corrispondenti) ed è presente in 24 nazioni. La sede centrale dell'associazione è a La Garriga, in Spagna.